# Brandbitterskivling
Brandbitterskivling (Gymnopilus odini) är en svampart som först beskrevs av Elias Fries, och fick sitt nu gällande namn av Bon & P. Roux 2002. Enligt Catalogue of Life ingår Brandbitterskivling i släktet Gymnopilus,  och familjen Strophariaceae, men enligt Dyntaxa är tillhörigheten istället släktet Gymnopilus,  och familjen Chromocyphellaceae. Arten är reproducerande i Sverige. Inga underarter finns listade i Catalogue of Life.